# Concurs Nacional de Bellesa de Colòmbia

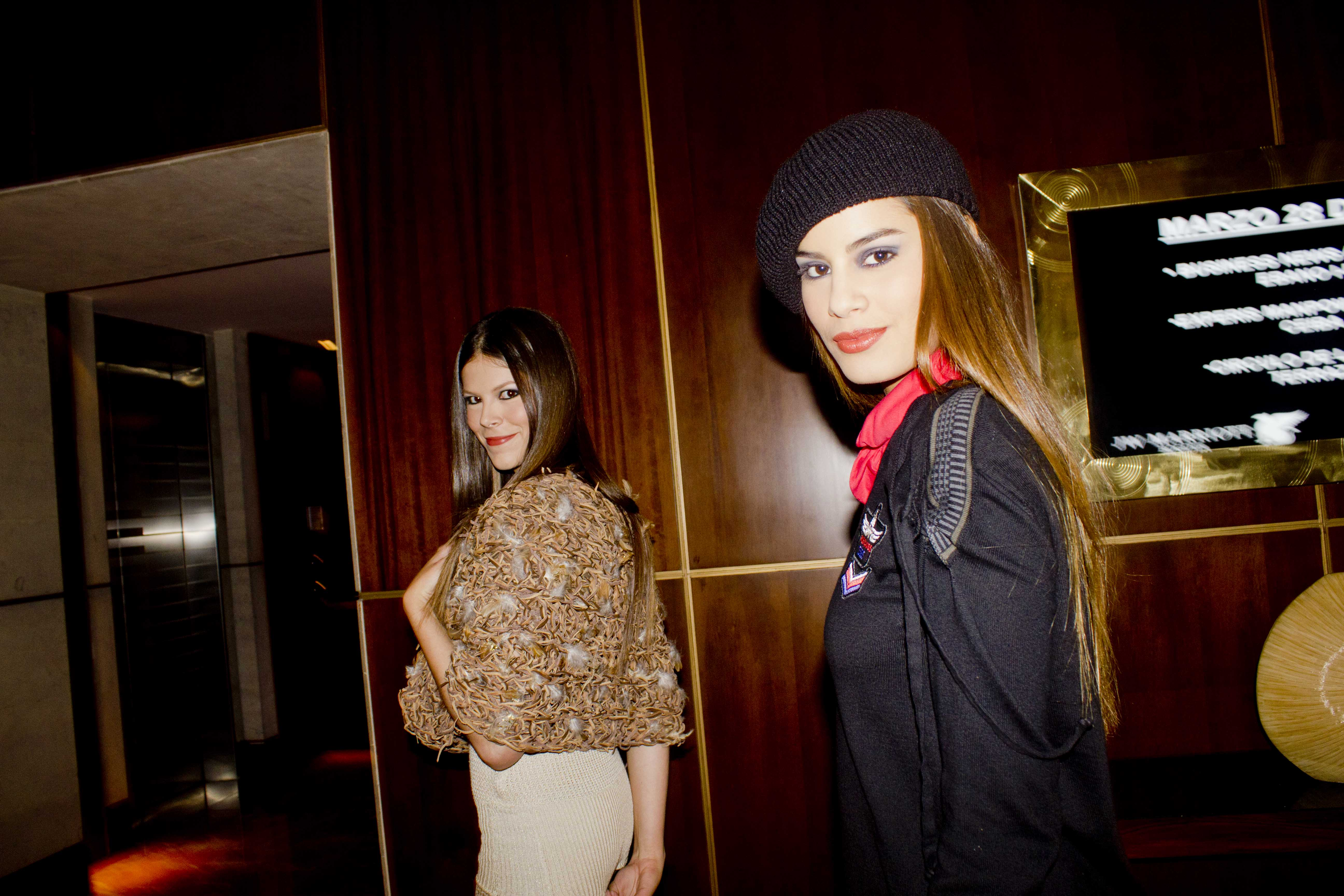
Ariadna Gutiérrez Arévalo, Senyoreta Colòmbia 2014-2015

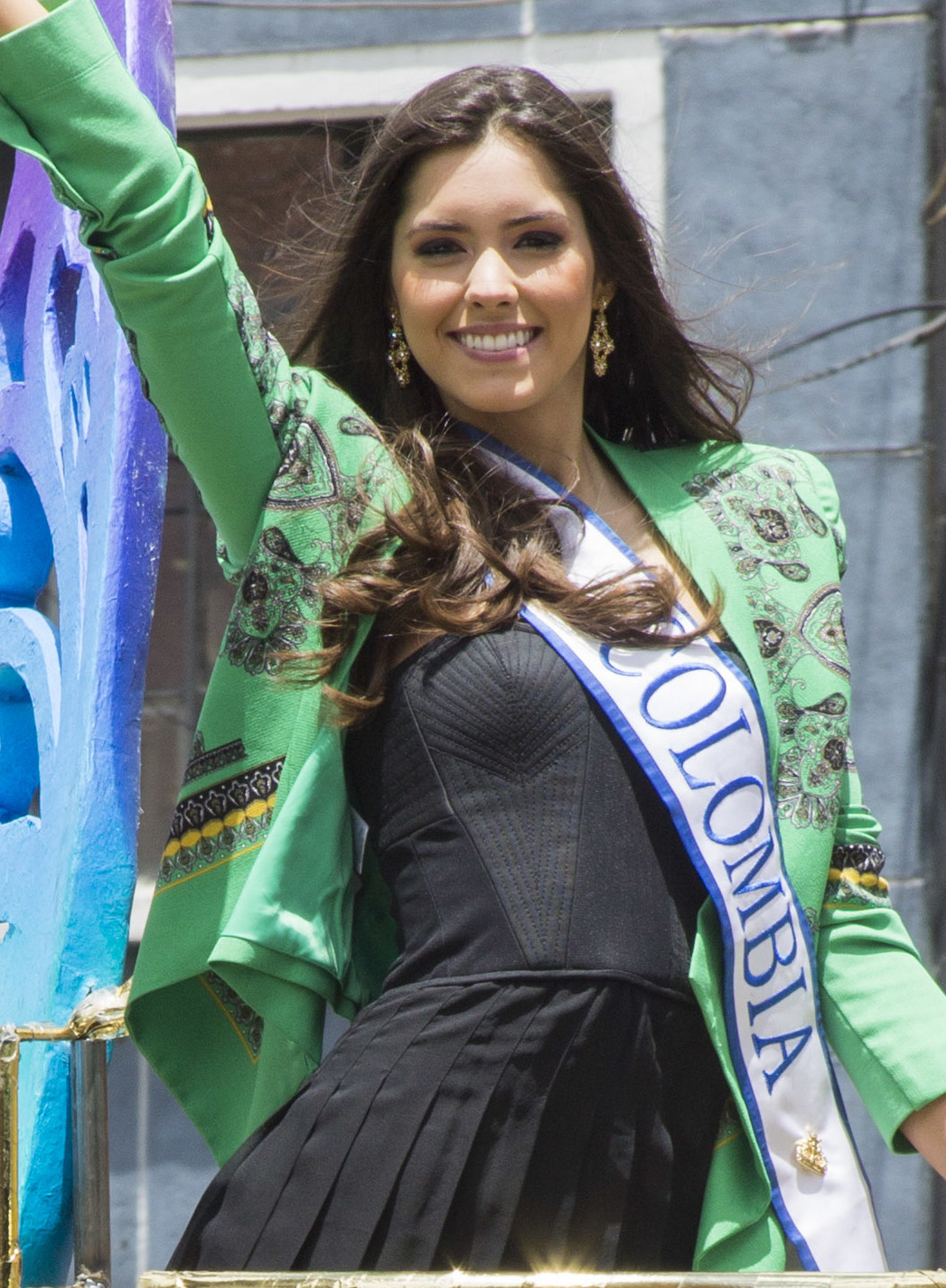
Paulina Vega, Senyoreta Colòmbia 2013-2014

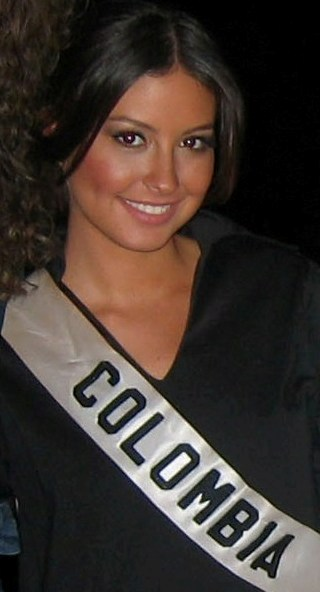
Taliana Vargas, Senyoreta Colòmbia 2007-2008

El Concurs Nacional de Bellesa de Colòmbia és un important certamen que s'ha celebrat a la ciutat de Cartagena d'Índies des de 1934; la guanyadora rep el títol de Senyoreta Colòmbia, recorre el país fent obres benèfiques i representa Colòmbia al concurs Miss Univers. La Senyoreta Colòmbia ostenta el seu títol per aproximadament un any, fins que el concurs triï la seua successora.
En aquest concurs també se seleccionen finalistes que representen Colòmbia en altres certàmens internacionals i acompanyen la Senyoreta Colòmbia en el seu recorregut pel país.

## Ressenya històrica
La idea de realitzar el certamen de bellesa nacional nasqué d'Ernesto Carlos Martelo (a. c. s.) en 1932, en el marc de la celebració de l'IV Centenari de la fundació de Cartagena d'Índies; no obstant això, no es va poder realitzar a causa del conflicte amb Perú i la demora en la construcció del nou moll de la ciutat.
A la fi de 1933 es va convidar als departaments del país perquè participaren en el certamen, resultant triada com la primera Senyoreta Colòmbia, Yolanda Emiliani Román, representant de Bolívar, qui ostentà el títol durant tretze anys (fins a 1947), a causa dels diferents conflictes d'ordre polític que es vivien en el món.
Després d'un llarg recés, torna en 1947 a nàixer l'entusiasme per l'elecció i coronació de la Senyoreta Colòmbia; volent convertir-lo en tradició, mitjançant l'Acord 21 d'eixe any, es va fixar a Cartagena com seu permanent, determinant la seua realització cada dos anys.
Durant els seus inicis El Concurs Nacional de Bellesa es realitzava cada dos anys i solament fins a 1961 comença a efectuar-se anualment, a causa dels compromisos internacionals que s'adquireixen.
Des de 1980 RCN ha transmès el concurs; les transmissions compten amb mestres de cerimònies i actes musicals d'artistes nacionals i internacionals. En els últims anys s'han fet les transmissions especials de la desfilada en vestit de fantasia o vestit artesanal i la desfilada en vestit de bany en les piscines de l'hotel Hilton de Cartagena, esdeveniment últimament denominat "Les més belles per Colòmbia".
Altre esdeveniment de gran tradició és la desfilada en baleneres, on les candidates es presenten davant residents i turistes de la ciutat; a més el "Banquet del milió" és un important esdeveniment per a recaptar fons per a les obres benèfiques de la Corporació Minut de Déu.

## Guanyadores
Des de l'elecció de Yolanda Emiliani Román (1934) fins a Michelle Rouillard Estrada (2008), 56 dones colombianes han guanyat el títol de Senyoreta Colòmbia, representant als seus departaments o ciutats.
Moltes Senyoretes Colòmbia han fet carrera com a actrius, és el cas de Carolina Gomez (1993), actriu i reeixida empresària; periodistes, cantants i fins i tot en la política, com Catalina Acosta (1999). Són figures públiques destacades i admirades pels colombians.

### Guanyadores recents
| Any  | Nom                              | Representació       |
| ---- | -------------------------------- | ------------------- |
| 2010 | María Catalina Robayo Vargas     | Valle               |
| 2009 | Natalia Navarro Galvis           | Bolívar             |
| 2008 | Michelle Rouillard Estrada       | Cauca               |
| 2007 | Taliana María Vargas Carrillo    | Magdalena           |
| 2006 | Eileen Roca Torralvo             | Cesar               |
| 2005 | Valerie Domínguez Tarud          | Atlántico           |
| 2004 | Adriana Cecilia Tarud Durán      | Atlántico           |
| 2003 | Catherine Daza Manchola          | Valle               |
| 2002 | Diana Lucía Mantilla Prada       | Santander           |
| 2001 | Vanessa Alexandra Mendoza Bustos | Chocó               |
| 2000 | Andrea María Noceti Gómez        | Cartagena D.T. y C. |